# Maghiarizare
Maghiarizarea este termenul care reunește toate politicile de asimilare etnică implementate de autoritățile din Ungaria în diverse momente ale istoriei. Aceste politici au fost folosite pentru a ajuta menținerea dominației limbii și culturii maghiare  în regiunile conduse de Ungaria prin încurajarea sau uneori forțarea persoanelor din alte grupuri etnice să adopte limba și cultura maghiară și să își dezvolte o identitate maghiară.

## Originea termenului
Termenul face referire în general politicile folosite în partea maghiară a Austro-Ungariei în secolul al XIX-lea după instaurarea dualismului austro-ungar și începutul secolului al XX-lea, când ungurii le-au aplicat în locul celor de germanizare, promovate anterior de austrieci, în jumătatea de imperiu devenită  ungară prin Ausgleich-ul (română egalizarea) din 1867. Ideea a apărut ca urmare a iluminismului, după care în secolul al XIX-lea și-au văzut apariția mai multe state-națiuni în Europa, în zone mari europene fiind impusă omogenizarea culturală și lingvistică (sau cel puțin s-a încercat omogenizarea lor) a etniilor conlocuitoare. Termenul este aplicat și pentru politica similară, folosită de autoritățile maghiare în regiuni precum Transilvania de Nord și Bačka în timpul celui de-al Doilea Război Mondial.
Când se referă la nume de persoane și geografice, termenul include și înlocuirea numelor și denumirilor, original nemaghiare cu cele maghiare.

### Maghiarizarea în sens larg
Termenul de „maghiarizare” este folosit uneori și pentru a defini o mai largă discriminare etnică, folosită și ca argumentare pentru existența maghiarizării. Ca în majoritatea politicilor de asimilare etnică, maghiarizarea a fost percepută de celelalte grupuri etnice ca românii, slovacii etc., drept o agresiune sau o discriminare activă, mai ales acolo unde ei formau majoritatea populației pe arii largi.
Maghiarizarea se poate referi, de asemenea la un schimb de identitate, pe care îl face cineva pentru a se identifica cu o etnicitate maghiară, deși are strămoși nemaghiari. De exemplu, Sándor Petőfi era maghiar, cu strămoși sârbi și slovaci. În Ungaria, originea etnică nu era considerată ca o stigmă, cu atât mai mult cu cât după 1526 țara însăși era dominată de străini, turci și austrieci (habsburgi).
Pentru a clarifica acest concept, folosirea termenului de maghiarizare în acest articol se va face în sensul său original.

## Maghiarizarea în imperiul Austro-Ungar

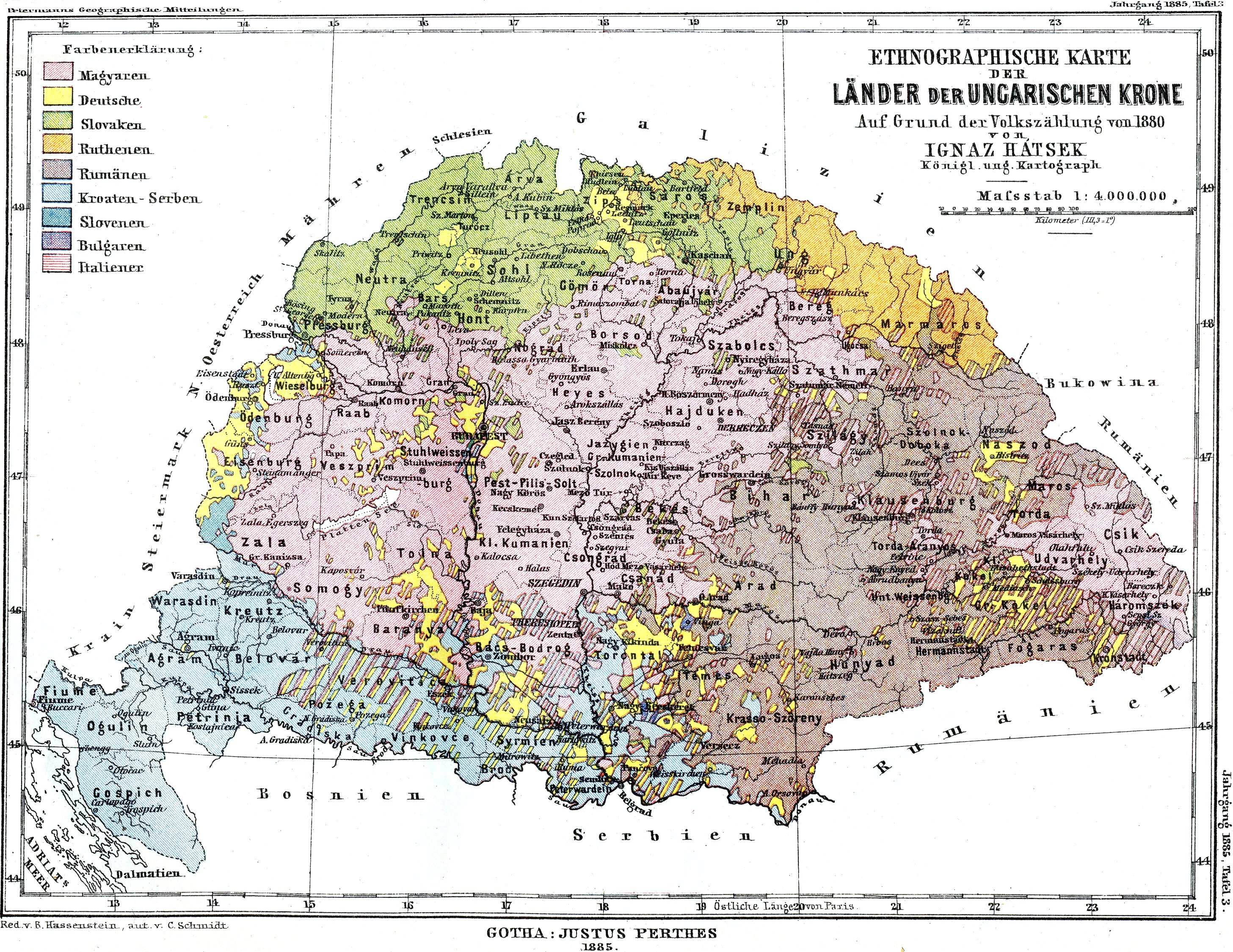
Harte etnică a Ungariei Mari conform recensământului din 1880

Termenul de maghiarizare este folosit în general referitor la politicile implementate de guvernul din Regatul Ungariei, care era parte a Imperiului Habsburgic. Acest proces a început spre finalul secolului XVII, s-a intensificat după Ausgleich, care a adus o autonomie sporită a guvernării maghiare din Austro-Ungaria.
Regatul Ungariei (denumit și Transleithania) era o țară multi-etnică, locuită de maghiari, germani, slovaci, români, ucrainieni, sârbi, sloveni, rusini, evrei, țigani și alte etnii. Conform recensămintelor din 1910, maghiarii erau grupul cel mai larg, cu 48% din totalul populației. Dacă Croato-Slavonia ar fi exclusă, procentajul ar crește la 54%, dar și așa această cifră este contestată de istorici, deoarece recensământul nu a interogat "etnicitatea", ci limba nativă (ca și limbă cea mai vorbită, ceea ce a dus la manipularea rezultatelor recensământului) și religia. De exemplu, mulți evrei și-au declarat maghiara drept limbă nativă și au fost recenzați ca unguri (Procentajul evreilor de la recensământul din 1910 a fost de 5%, deci fără ei, procentul ungurilor scade de la 54% la 49%). Minorități mari erau concentrate în diverse zone ale regatului, unde formau majorități. În Transilvania, recensământul din 1910 consemnează 54% vorbitori de limba română, 32% de maghiară, și 14% altele (majoritatea vorbitori de limba germană). În nordul regatului, slovacii și ucrainienii formau, de asemenea, o majoritate etnică.
Procesul de maghiarizare nu a reușit impunerea limbii maghiare ca și cea mai folosită limbă în toate teritoriile regatului, ci ca și o limbă necesar a fi cunoscută pentru a putea accesa serviciile de guvernare ca administrațiile locale, educația și justiția.

### Politica de stat și relațiile etnice
După 1867, guvernul maghiar a adoptat o poziție prin care toți locuitorii regatului erau considerați o singură națiune, adică toți erau considerați unguri. Acest punct de vedere a devenit politică oficială a politicienilor și statului ungar. Ideea de "Națiune politică ungară" nu a fost însă acceptată de grupurile etnice ne-maghiare(români, slovaci, sârbi, etc.) care trăiau în regat. Liderii politici ai grupurilor etnice ne-maghiare considerau Regatul Ungariei drept o țară compusă din mai multe națiuni, nu doar din unguri și cereau recunoșterea drepturilor lor colective.
Pentru o lungă perioadă de timp, numărul ne-maghiarilor care trăiau în Regatul Ungariei a fost mult mai mare decât cel al etnicilor unguri. Conform datelor recensămintelor din 1787, populația regatului maghiar număra 8.500.000 de locuitori din care 43% era ungur 57% alte etnii. În 1809, populația număra 3.000.000 unguri și 7.000.000 alte etnii. Întrucât o politică intensă de maghiarizare a fost implementată de-abia după 1867, relațiile etnice s-au schimbat în favoarea maghiarilor: conform datelor din 1900, numărul vorbitorilor de limbă maghiară din regat era de 8.500.000, iar numărul vorbitorilor de alte limbi era de 8.100.000. În 1910, numărul vorbitorilor de maghiară era de 9.944.628, iar a celorlalte limbi de 8.319.905.

### Opresiunile violente
Deși politica maghiarizării a fost dusă în general prin diverse forme de discriminare (vezi secțiunile care urmează), aceste măsuri au fost uneori întărite și de un aparat opresiv al statului și guvernelor, care a folosit și măsuri violente. De exemplu, mulți intelectuali și activiști slovaci (ca Janko Kráľ care în 1848-49 a luptat împotriva revoluției maghiară anti-habsburgică) au fost întemnițați sau chiar condamnați la moarte în timpul revoluției de la 1848 din regiunile habsburgice.

### Educația
Școlile fondate de biserici aveau dreptul de a educa în limbile minoritare. Aceste școli confesionale au fost înființate însă înainte de 1867, adică în circumstanțe socio-politice diferite. Clauza 38 din legea naționalităților Regatului Ungariei din 1868, specifica faptul că școlile confesionale puteau fi închise și înlocuite cu școli fondate de comune și sponsorizate de guvern. În realitate, majoritatea elevilor din aceste noi școli fondate de comune care erau vorbitori nativi de limbi minoritare erau instruiți exclusiv în limba maghiară. Numărul de școli cu predare în limbi minoritare au scăzut constant: în perioada 1880 - 1913, când numărul școlilor cu predare exclusivă în maghiară s-a dublat, numărul școlilor cu predare în limbi minoritare s-a înjumătățit.
Maghiarizarea susținută a sistemului educațional din Ungaria a făcut ca numărul școlilor în limbile minoritare să se micșoreze constant. Date din statisticile oficiale prezentate de statul maghiar la Conferința de pace de la Paris din 1919 arată discrepanța dintre ponderea școlilor maghiare și cea a cestorlalte naționalități:     
|                             | Maghiare     | Românești | Slovace | Germane | Sârbești | Rutene |
| Pondere in populația totală | 54.5%        | 16.1%     | 10.7%   | 10.4%   | 2.5%     | 2.5%   |
| --------------------------- | ------------ | --------- | ------- | ------- | -------- | ------ |
| Grădinițe                   | 2.219 (98%)  | 4         | 1       | 18      | 22       | -      |
| Școli elementare            | 14.014 (81%) | 2.578     | 322     | 417     | -        | 47     |
| Licee de scurtă durata      | 652 (98%)    | 4         | -       | 6       | 3        | -      |
| Licee reale                 | 33 (92%)     | 1         | -       | 2       | -        | -      |
| Colegii pedagogice          | 83 (85%)     | 12        | -       | 2       | 1        | -      |
| Licee teoretice de băieți   | 172 (93%)    | 5         | -       | 7       | 1        | -      |
| Licee teoretice de fete     | 50 (98%)     | -         | -       | 1       | -        | -      |
| Școli economice             | 105 (100%)   | -         | -       | -       | -        | -      |
| Școli comerciale            | 65 (98%)     | 1         | -       | -       | -        | -      |

Sursa:
Rezultatul acestei politici a fost unul dezastruos pentru viața culturală a minorităților naționale. Acestea au avut de ales între două alternative: să renunțe la educația copiilor lor (din moment ce nu existau școli suficiente în limbile lor naționale) sau să îi supună intensului proces de deznaționalizare din școlile cu predare exclusivă în limba maghiară. Majoritatea celor puși în fața acestei alternative, au ales prima variantă, astfel încât, în anul școlar 1913-1914 spre exemplu, din cei 77.663 de elevi ai tuturor liceelor teoretice și reale, 82,6% erau maghiari, 7,3% germani, 5,6% români, 2,1% slovaci, 1,5% sârbi și 0,1% ruteni, iar din cei 251.534 absolvenți de 8 clase, 84,5% erau maghiari, 7,8% germani, 4% români, 0,9% slovaci, 1% sârbi și 0,1% ruteni.
Statistici și exemple referitoare la maghiarizarea românilor din ținutul secuiesc a publicat și G. Popa Lisseanu

### Colonizarea

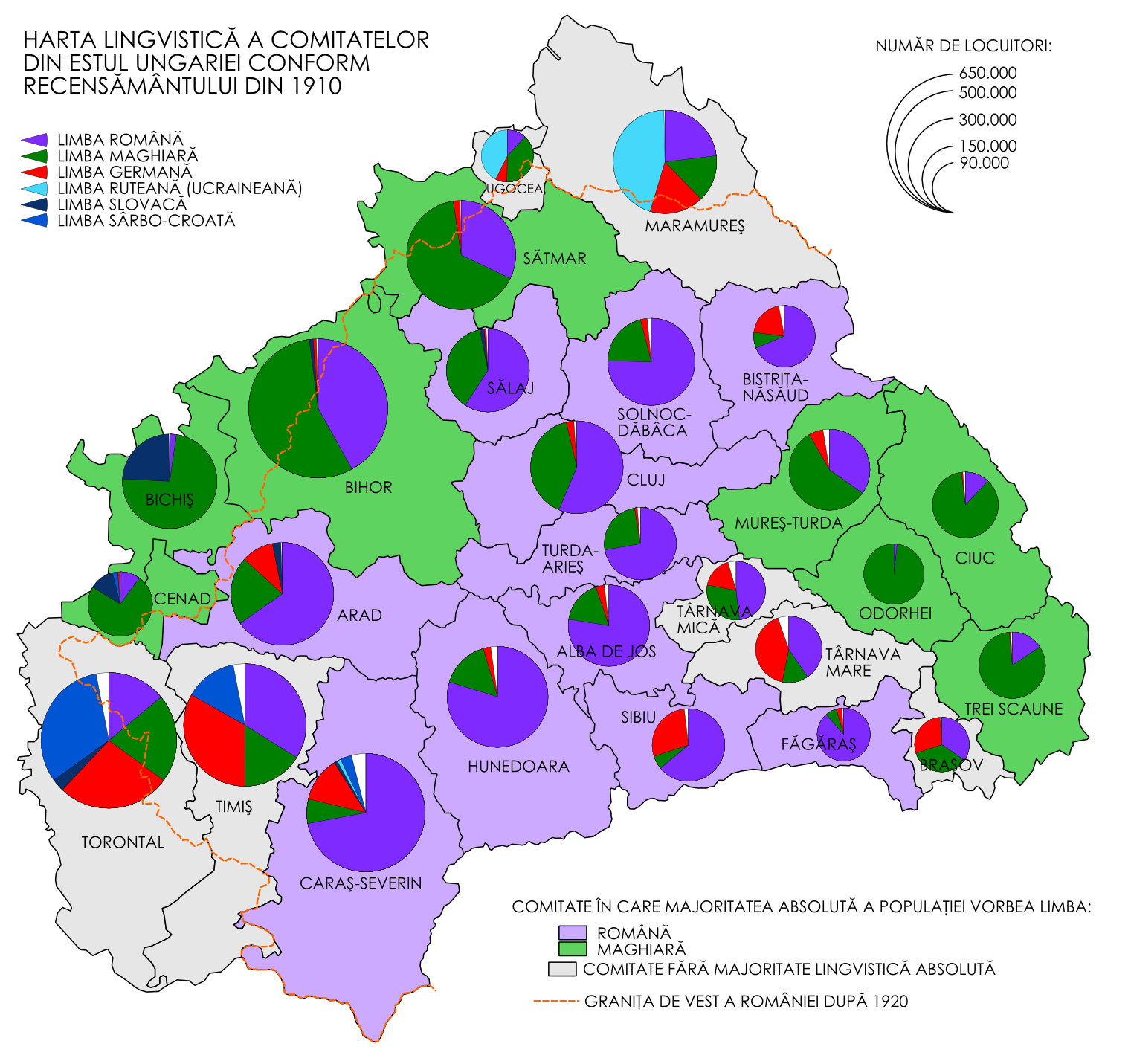
Harta lingvistică a Ungariei de Est în 1910

Partea centrală a Regatului Ungariei a fost colonizată cu persoane aparținând diversor naționalități în secolul XVIII. Colonizarea s-a făcut în regiunile Dunantul și Alföld din Ungaria de astăzi, precum și în Voievodina din actuala Serbia.
La începutul secolului XVIII, după războaiele cu turcii, regiunile sudice erau populate preponderent de slavi și sârbi, cu o densitate scăzută a populației. În următoarele două secole regiunea a fost colonizată de numeroși germani, precum și membri ai altor grupuri etnice (slovaci, rusini, etc) și în aceeași perioadă s-au așezat aici și unguri. Guvernarea habsburgică a favorizat în special așezarea germanilor, ca parte a politicii de germanizare.
În secolul XVIII, Contele Antal Grassalkovich (care avea strămoși croați) a definit un plan de colonizare care intenționa să așeze coloniștii sârbi, rusini și unguri de-a lungul râurilor Dunărea și Tisa. Planul a fost respins de autoritățile austriece, dar a fost implementat parțial de către Grassalkovich care a așezat ungurii în zone din Bačka, inclusiv Kula (1749), Topola (1740), Miletić (1752), etc. Grassalkovich a dispus așezarea și a unor coloniști slovaci și germani pe celelalte domenii ale sale din actuala Ungarie.
Istoricii sârbi consideră că Grassalkovich a așezat slovaci și rusini, împreună cu unguri cu scopul de a crește numărul acestora din urmă. Separați fizic de teritoriul lor etnic principal din Slovacia și Rutenia Carpatică, primele două grupuri etnice ar fi fost asimilate ușor de unguri. Majoritatea slovacilor romano-catolici din Voievodina au și fost asimilați ulterior, dar cei de religie protestantă și-au păstrat identitatea etnică slovacă.
Așezarea ungurilor în regiune a continuat până la finalul primului război mondial. Statisticile perioadei 1880-1900 arată că la nivelul Regatului Ungariei creșterea populației a fost de +10,3% în această perioadă. O comparație între creșterea sârbilor și a maghiarilor din orașele regiunii Voievodina arată însă că sârbii au crescut cu -19,5%, în timp ce ungurii au crescut cu +105,2%. Ultima cifră însă conține atât colonizarea cât și maghiarizarea etnicilor ne-unguri din zonă.

### Sistemul electoral
Sistemul electoral de după 1867 din Regatul Ungariei era defavorabil minorităților. Conform legii electorale din 1874, care a rămas valabilă până în 1918, doar păturile mai înstărite, adică 5,9% din întreaga populație avea drept de vot. Acest procentaj excludea efectiv întreaga țărănime și clasa muncitoare din viața politică. Procentajul persoanelor cu venituri mici era mai ridicat în rândul etniilor ne-maghiare, cu excepția germanilor care erau în general mai înstăriți.
Transilvania era cea mai defavorizată în ceea ce privește ponderea reprezentării populației sale în parlamentul maghiar. Astfel, cu cât o regiune era mai românească (din punct de vedere al numărului de locuitori), cu atât era mai slabă reprezentarea sa în rândul deputaților. Din totalul deputaților transilvăneni din parlamentul ungar, 35 dintre ei erau din partea celor 4 județe majoritar maghiare și a marilor orașe (în total 20% din populația Transilvaniei) și doar 30 dintre ei erau din partea a altor 72% din populație, care era în mare majoritate românească. Cu alte cuvinte, printre români era o medie de un deputat la fiecare 60.000 de locuitori, în timp ce printre maghiari era o medie de un deputat la fiecare 5.000 de locuitori..
În 1913 ungurii care erau 54,5% din populație, (în modul de cuantificare ungar) aveau 60,2% majoritate electorală. Etnicii germani participau cu 10,4% din populație și 13,0% din electorat. Participarea altor grupuri etnice era astfel: slovacii (10,7% din populație, 10,4% din electorat), românii (16,1% din populație, 9,9% din electorat), rusinii (2,5% din populație, 1,7% din electorat), croații (1,1% din populație, 1,0% din electorat), sârbii (2,2% din populație, 1,4% din electorat) și alte etnii (2,2% din populație, 1,4% din electorat).

### Denumirile și numele
Politica de maghiarizare de sub guvernarea Dezső Bánffy din perioada 1895 - 1899 a inclus și o serie de acțiuni de maghiarizare forțată a denumirilor localităților și a numelor personale. Legea arhivelor specifica faptul că toate numele folosite trebuie să fie maghiare, fiind vizate atât numele de familie cât și prenumele). De aceea, numele native ale etnicilor ne-unguri erau înlocuite cu altele maghiare. De exemplu numele sârbesc Stevan și românesc Ștefan erau înlocuite cu Istvan , iar Jelena sau Elena cu Ilona. Erau vizate atât prenumele cât și numele de familie (astfel numele de familie Lupu a devenit Farkas).
Autoritățile maghiare au pus o presiune constantă asupra tuturor ne-maghiarilor să-și maghiarizeze numele, iar ușurința cu care această maghiarizare se făcea din punct de vedere birocratic a dat naștere la porecla de maghiar de-o coroană (prețul înregistrării noului nume fiind de o coroană). În 1881 "Societatea pentru Maghiarizarea Numelor" (Központi Névmagyarositó Társaság) a fost fondată la Budapesta. Scopul acesteia era de a furniza consiliere și a defini reguli pentru maghiarizarea unor nume. Símon Telkes, președinte al acesteia considera că „cineva poate fi acceptat ca și fiu adevărat al națiunii doar prin adoptarea unui nume național”. Societatea a inițiat și o campanie publicitară în reviste și ziare și prin trimiterea de scrisori. Au făcut și o propunere de scădere a taxelor pentru schimbarea numelui, propunere, de altfel acceptată de parlament, iar taxele au scăzut de la 5 forinți la 50 de crăițari. După aceste măsuri au crescut cazurile de schimbare de nume în 1881 și 1882 (cu 1261 și 1065 nume schimbate) și au continuat în anii următori, cu o medie de 750-850 pe an. Pe timpul administrației Bánffy a existat o altă creștere spectaculoasă, cu 6.700 de formulare depuse în 1897, majoritatea datorate presiunilor autorităților și angajaților din sectorul guvernamental. Statisticile arată că doar între 1881 și 1905, 42.437 de nume de familie au fost maghiarizate . Fenomenul a continuat în Ungaria, de-a lungul întregului secol XX.
Odată cu maghiarizarea numelor și prenumelor personale, era o practică obișnuită și folosirea numelor geografice exclusiv în limba maghiară, nefiind acceptate denumirile altor grupuri etnice . Pentru locurile care nu aveau nume maghiar, au fost inventate denumiri noi, maghiare, care erau folosite în administrație, în locul numelui original ne-ungar. Exemple de locuri unde numele original ne-ungar a fost înlocuit cu nume maghiare nou-inventate: Najdás - Néranádas (în română Naidǎș, acum în România), Lyutta - Havasköz (în ruteană Lyuta, acum în Ucraina), Bruck - Királyhida (acum Bruck an der Leitha, Austria).

### Emigrațiile
Ca rezultat al politicilor de maghiarizare mulți etnici ne-maghiari au emigrat din țară. În perioada 1899-1913, circa 1,4 milioane de persoane au părăsit Regatul Ungariei. Dintre aceștia, cca. 1 milion au fost ne-maghiari, iar 400.000 erau etnici maghiari. Ungurii, care erau cel mai larg grup etnic în regat (48,1% la recensământul din 1910), au participat la emigrație cu doar 28%, iar grupurile etnice ne-maghiare care constau în 51,9% din populație au participat la emigrare cu 72%. În fiecare an app. 26.000 unguri și 66.000 ne-unguri au emigrat din Regatul Ungariei. Principalele centre de emigrare erau județele din nordul Slovaciei, ca Abaúj-Torna, Šariš, Spiš, Uzh și Zemplín, precum și județele sudice Bács-Bodrog, Torontál, Timiș și Krassó-Szörény, locuite în general de sârbi, români și germani.
Societatea "Kunard", sponzorizată de stat a fost fondată cu scopul de a "ajuta" cât mai mulți etnici ne-maghiari să emigreze din regat. Societatea obținea emigranților pașaport și îi ajuta pentru a emigra. Societatea "Kunard", însă nu obținea aceste pașapoarte etnicilor unguri.

### Evreii
Populația de evrei din Regatul Ungariei a fost singura minoritate care a îmbrățișat activ maghiarizarea, văzând în ea o oportunitate de integrare fără a fi nevoiți să renunțe la religie. Stephen Roth scria  "Evreii unguri erau opuși Sionismului deoarece ei sperau să atingă cumva egalitatea cu ceilalți cetățeni unguri, nu doar legal dar și faptic, și să se integreze ca unguri israeliți. Cuvântul 'Israelit' (în maghiară: Izraelita) specifica doar o afiliere religioasă și nu avea alte conotații etnice sau naționale atașate de obicei termenului 'Evreu'. Evreii unguri au avut succese remarcabile în afaceri, cultură și, rareori, chiar în politică. Dar chiar și cei mai de succes dintre ei nu au fost niciodată acceptați în întregime de către unguri ca unul de-al lor — după cum au demonstrat într-un mod tragic evenimentele care au urmat invaziei naziste a țării, din al doilea război mondial." 

### Maghiarizarea în Ungaria Superioară
Ca rezultat al maghiarizării forțate din Regatul Ungariei, slovacii au devenit o națiune efectiv decimată cultural, politic, etc. Nu aveau aproape nici o reprezentare în parlament (0 sau 1 deputat din 420), toate școlile din regiunile vorbitoare de limbă slovacă erau ungare înainte de primul război mondial (deși existaseră mii de școli slovace în Slovacia, dar fuseseră transformate oficial în școli maghiare), nu aveau instituții, judecători, erau împiedicați deseori să voteze, studenții erau exmatriculați din școli doar pentru că vorbeau slovacă pe stradă sau pentru că aveau cărți slovace, era imposibil să cumperi un bilet de tren dacă îl cereai în limba slovacă, în regiunile slovace

### Greco-catolicii maghiari
În Ungaria de astăzi trăiește, conform recensământului din 2001, o populație de 268.935 de creștini greco-catolici. Aproape toți aceștia, excepție făcând doar câteva mii de persoane (români și ucraineni), se consideră etnici maghiari. Totuși, este cunoscut faptul că acești maghiari au în bună parte ascendenți ruteni și români  care s-au asimilat  lingvistic. Conform datelor recensământului din 2002, în România au fost înregistrați 19.645 greco-catolici maghiari. Episcopia greco-catolicilor maghiari era în trecut la Hajdúdorog, după ridicarea sa de papa Francisc în 2015 la rangul de mitropolie, sediul a fost așezat în Debrecen.

### Date
- 1844 - Limba maghiară este introdusă treptat drept limbă de menținere a arhivelor. Germana devine din nou limbă oficială după revoluția de la 1848, dar din 1881 își pierde din nou acest statut. Din 1836 până în 1881, la peste 14.000 de familii li s-a maghiarizat numele doar în Banat.
- 1898 - Simon Telkes publică cartea "Cum se maghiarizează numele de familie".
- 1897 - Legea Banffy a satelor este promulgată. Conform acesteia, toate denumirile oficiale de sate din Regatul Ungariei trebuie să fie în limba maghiară.
- 1907 - Legea educației Apponyi făcea limba maghiară subiect obligatoriu de studiu în școli. Se extindea și asupra școlilor confesionale și comunale, care aveau dreptul de a oferi instruire și într-o limbă minoritară. "Toți copii, indiferent de limba lor nativă, trebuie să se poată exprima în maghiară în scris și vorbit până la sfârșitul clasei a patra (~ la vârsta de 10-11 ani)" [3]